# Jamestown (New York)
Jamestown è una città degli Stati Uniti situata nella contea di Chautauqua dello Stato di New York.

## Amministrazione

### Gemellaggi
- Jakobstad
- Đakovica
- Cantù